# Diferencia de temperatura media logarítmica
La diferencia de temperatura media logarítmica (LMTD, del inglés Logarithmic mean temperature difference) se usa para determinar la fuerza que impulsa la transferencia de calor en sistemas de flujo, particularmente en intercambiadores de calor. Es un método en el que se analiza la temperatura del fluido frío y del fluido caliente; teniendo como un máximo de temperatura la temperatura del fluido caliente y como un mínimo la del fluido frío.

## Definición
{\displaystyle LMTD={\frac {\Delta T_{A}-\Delta T_{B}}{\ln \left({\frac {\Delta T_{A}}{\Delta T_{B}}}\right)}}}
{\displaystyle q(z)=U}

## Derivación
Suponiendo que la transferencia de calor ocurre en un intercambiador sobre el eje z desde A hasta B, entre dos fluidos identificados como 1 y 2, cuyas temperaturas sobre z son T1(z) y T2(z).
El calor intercambiado en cada z es proporcional a la diferencia de temperatura en z:
{\displaystyle q(z)=U(T_{2}(z)-T_{1}(z))/D=U(\Delta \;T(z))/D,}
donde D es la distancia entre fluidos.
{\displaystyle {\frac {\mathrm {d} \,T_{1}}{\mathrm {d} \,z}}=k_{a}(T_{1}(z)-T_{2}(z))=-k_{a}\,\Delta T(z)}
{\displaystyle {\frac {\mathrm {d} \,T_{2}}{\mathrm {d} \,z}}=k_{b}(T_{2}(z)-T_{1}(z))=k_{b}\,\Delta T(z)}
{\displaystyle {\frac {\mathrm {d} \,\Delta T}{\mathrm {d} \,z}}={\frac {\mathrm {d} \,(T_{2}-T_{1})}{\mathrm {d} \,z}}={\frac {\mathrm {d} \,T_{2}}{\mathrm {d} \,z}}-{\frac {\mathrm {d} \,T_{1}}{\mathrm {d} \,z}}=K\Delta T(z)}
dondeK=ka+kb.
La energía total se encuentra integrandoq desde A hasta B:
{\displaystyle Q=\int _{A}^{B}q(z)dz={\frac {U}{D}}\times \int _{A}^{B}\Delta T(z)dz={\frac {U}{D}}\times \int _{A}^{B}\Delta T\,dz}
{\displaystyle Q={\frac {UAr}{(B-A)}}\int _{A}^{B}\Delta T\,dz={\frac {UAr\int _{A}^{B}\Delta T\,dz}{\int _{A}^{B}\,dz}}}
{\displaystyle Q={\frac {UAr\int _{\Delta T(A)}^{\Delta T(B)}\Delta T{\frac {\mathrm {d} \,z}{\mathrm {d} \,\Delta T}}\,d(\Delta T)}{\int _{\Delta T(A)}^{\Delta T(B)}{\frac {\mathrm {d} \,z}{\mathrm {d} \,\Delta T}}\,d(\Delta T)}}}
{\displaystyle Q={\frac {UAr\int _{\Delta T(A)}^{\Delta T(B)}{\frac {1}{K}}\,d(\Delta T)}{\int _{\Delta T(A)}^{\Delta T(B)}{\frac {1}{K\Delta T}}\,d(\Delta T)}}}
{\displaystyle Q=U\times Ar\times {\frac {\Delta T(B)-\Delta T(A)}{\ln[\Delta T(B)/\Delta T(A)]}}},
de donde surge la definición de LMTD.

## Suposiciones y limitaciones
- Se ha supuesto que la variación de temperaturas entre ambos fluidos es proporcional a la diferencia de temperaturas, lo que supone calor específico constante. Esta suposición es válida para fluidos con cambios de temperatura relativamente pequeños. Un caso particular donde este supuesto no se cumple se da cuando al menos uno de los fluidos intercambia calor latente, como por ejemplo una caldera.
- Se asume que el coeficiente global de transferencia es constante.
- El enfoque de resolución de problemas mediante LMTD aplica sobre problemas estacionarios y no puede emplearse para problemas transitorios, donde pueden producirse de manera temporal cambios de signo en la diferencia de temperatura.